# Diocesi centrale
La Diocesi centrale è una delle cinque Diocesi della Chiesa cattolica nazionale polacca. La diocesi è guidata dal vescovo Anthony Mikovsky, consacrato all'episcopato il 30 novembre 2006. Il vescovo Mikovsky è succeduto a Casimir Grotnik, morto il 9 dicembre 2005.
La sua cattedrale è la Cattedrale di San Stanislao a Scranton (Pennsylvania).

## Territorio
Il territorio della diocesi include il New Jersey, parte di New York, la Pennsylvania orientale, oltre a parrocchie in California, Colorado, e Maryland. La diocesi è divisa in cinque seniorati:
- Scranton
- Plymouth
- Philadelphia
- New York/New Jersey
- Mohawk Valley.

Per ogni seniorato è nominato un Senior Amministrativo, cioè un presbitero della diocesi caricato di responsabilità sull'area del seniorato stesso.

## Vescovi
- Franciszek Hodur
- John Misiaszek
- Leon Grochowski
- Anthony Rysz
- Casimir Grotnik
- Anthony Mikowsky